# Pråsprisen
Pråsprisen er en filmpris der hvert år uddeles af Danske Børne- og Ungdomsfilmklubber (DaBUF) filmprisen Pråsen til en person, der har udført fortjenstfuldt arbejde med produktion og/eller formidling af billedmedier for børn og unge. Prisen uddeles sammen med en illustration der er udført specielt til prismodtageren. Prismodtageren bliver udvalgt at DaBUFs hovedbestyrelse og overrakt på det årlige landsseminar for alle Børne- og Ungdomsfilmklubber i Danmark.

## Prismodtagere
Følgende personer og organisationer har modtaget Pråsprisen:
2022 Lars Thiesgaard, skuespiller, lydbogsindlæser, tegnefilmsdubber og dialoginstruktør
2021 Bjarne Reuter, forfatter
2020 Dorte Bengtson, Instruktør
2019 Anders ’Anden’ Matthesen, Instruktør
2018 Karla Von Bengtson, Instruktør
2017 Jytte Abildstrøm og Peter Mygind, Skuespillere
2016 Danmarks Radio, DR – B&U, Ramasjang, Ultra og DR3
2015 Ask Hasselbalch, Filminstruktør
2014 Angel Films v. Peter Sølvsten Thomsen, Mediehus
2013 Jannik Tai Mosholt, Manuskriptforfatter
2012 Copenhagen Bombay v. Sarita Christensen, Produktionsselskab
2011 Jette Termann, Caster
2010 Kaspar Munk, Filminstruktør
2009 Nils Malmros, Filminstruktør
2008 Tove og Regner Gresten, Filmproducenter
2007 Wikke & Rasmussen, Filminstruktører
2006 Peter Flinth, Filminstruktør
2005 Stefan Fjeldmark, Filminstruktør
2004 Bubber – Niels Christian Meyer, Programchef og studievært
2003 Henrik Ruben Genz, Filminstruktør
2002 Kim Fupz Aakeson, Manuskriptforfatter
2001 Natasha Arthy, Filminstruktør
2000 Mogens Vemmer, Programchef, DR’s Børne- og Ungdomsafdeling
1999 Ole Bjørn Christensen, Biografdirektør og filmimportør
1998 Jakob Stegelmann, Programredaktør
1997 Astrid Lindgren, Forfatter
1996 Aage Rais-Nordentoft, Filminstruktør
1995 Sven Methling, Filminstruktør og manuskriptforfatter
1994 Flemming Quist Møller, Film- og multikunstner
1993 Jørgen Vestergaard, Filminstruktør
1992 Hans Hansen, Forfatter og børnefilmkonsulent
1991 Eddie Thomas Petersen, Filminstruktør
1990 Astrid og Bjarne Henning-Jensen, Filminstruktør
1989 Åke Sandgren, Filminstruktør
1988 Søren Kragh-Jacobsen, Filminstruktør
1987 Hanne Brandt, Programmedarbejder ved DR/provinsafdelingen
1986 Svend Johansen, Filminstruktør og producent
1985 Jannik Hastrup, Filminstruktør
1984 Helge Schmidt, Direktør for Dan-Ina Film
1983 Ulrich Breuning, Børnefilmkonsulent